# L'Homme entre le Vice et la Vertu
L'Homme entre le Vice et la Vertu est un tableau du peintre Henri Martin réalisé en 1892 et conservé au musée des Augustins de Toulouse.

## Historique de l'œuvre
Exposé en 1892 au Salon des artistes français (no 1167), où il a été acquis par l’État pour la somme de 400 francs, le tableau a été également exposé en 1893 à Chicago avant d'être envoyé en dépôt au Musée des Augustins en 1897 à la demande de l'artiste. En application de la loi du 4 janvier 2002, le tableau est devenu propriété du musée sous le numéro d'inventaire 2004 1 159.

## Description
Au centre d'un paysage quasi-désertique, un homme nu semble avancer à tâtons vers un personnage féminin flottant dans l'espace, vêtu d'une longue robe blanche virginale qui irradie la partie droite du tableau.
Il est suivi par un groupe de femmes, portant des robes en voile transparentes ornées de fleurs, qui paraissent danser et chanter pour attirer son attention. Au centre de ce groupe une femme vêtue d'un corsage noir, d'une jupe aux motifs représentant des plumes de paon et portant des ailes de papillon incarne le vice et la luxure.
Le tableau, de grand format, est signé dans l’angle inférieur gauche de la composition Henri Martin 92.

## Contextes
C'est à partir de 1890 qu'Henri Martin réalise ses premières œuvres symbolistes et il sera influencé par ce courant artistique jusqu'en 1898. C'est peut-être grâce au peintre Aman-Jean qu'il a eu connaissance des poètes symbolistes.
En 1892 il participe au premier salon des Rose-Croix à la galerie Durand-Ruel. La société secrète des Rose-Croix à laquelle il adhère, fondée par le Sar Péladan a pour objectif de défendre un art voué au culte de la beauté et la quête de l'idéal.
Ses tableaux représentent alors des paysages arcadiens habités de muses et de poétesses éthérées chantant et dansant. Le désir de Henri Martin de fuir le réel pour exprimer sa quête d'idéal correspond peut-être aux problèmes financiers qu'il rencontre à cette période là. La peinture serait alors un moyen de fuir le quotidien et ses duretés.

## Analyse

### Choix du sujet
Selon les principes du courant symboliste Henri Martin souhaite mettre l'art au service des idées. Il illustre ici un vers d'Alfred de Musset Il suivit la Vertu, qui lui sembla plus belle, reprenant un thème traité depuis l'antiquité qui confronte l'homme à sa dualité. Ce thème affiche également l'adhésion du peintre aux principes de la philosophie rosicrucienne qui encourage les hommes à s'éloigner du vice pour se rapprocher de la vertu.

### Composition
Le tableau adopte une composition linéaire formée par une frise que dessinent les personnages au sein d'un paysage plat formé d'une simple ligne d'horizon. La ronde des femmes poursuivant l'homme crée un tourbillon contrastant avec la femme plus hiératique dans la partie droite du tableau. Les diagonales constituées par la tête de la femme symbolisant le vice, la tête de l'homme et la robe de la femme symbolisant la vertu créent une ligne de force qui donne du mouvement à l'ensemble.
La lumière latérale provenant de la droite renforce le mysticisme. La touche pointilliste et l'utilisation d'une palette de couleurs claires apportent de la luminosité à l'ensemble et dessine un halo autour de la robe de la vertu et des voiles des danseuses.

### Esthétique

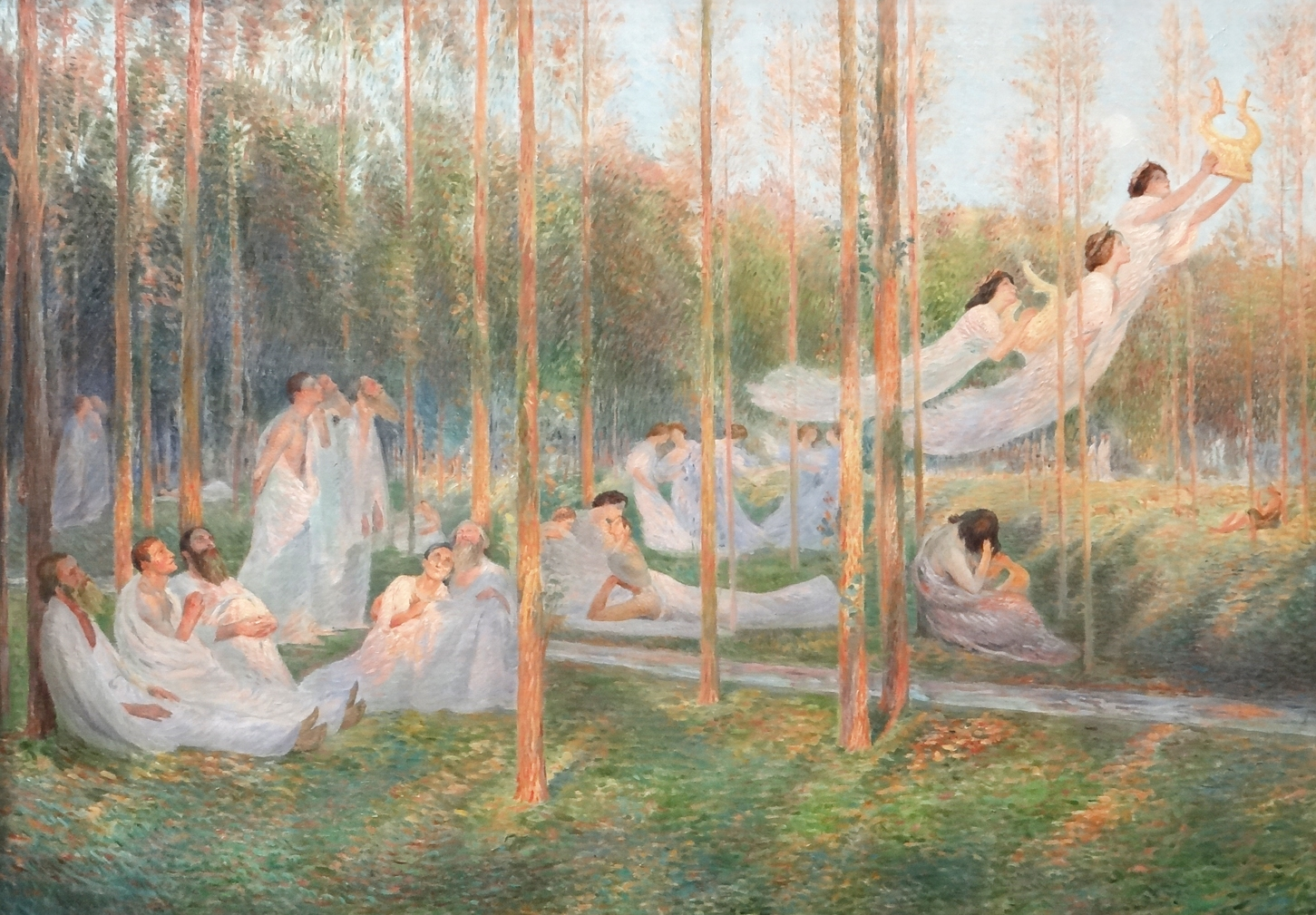
Sérénité, vers 1899

De par sa thématique et sa composition le tableau étudié ici est à rapprocher d'autres œuvres d'Henri Martin comme Sérénité, Le Bois sacré, Vers l'abîme et Chacun sa chimère (1891, musée des Beaux-Arts de Bordeaux). Tous baignent dans une atmosphère étrange et mystérieuse illustrant l'inquiétude de l'homme face à sa nature paradoxale. D'abord influencé par le pointillisme de Seurat, l'œuvre de Henri Martin affiche une nette influence de Pierre Puvis de Chavannes et de Whistler.

### Choix de représentation
Henri Martin affiche un goût très prononcé pour l'allégorie et le symbole. Parmi ceux-ci, la fleur, très fréquemment associée à la femme au XIXe siècle, est particulièrement représentée dans l’œuvre de Henri Martin. Les roses et les lys parent la femme-luxure et constituent ses appâts. Le chardon sec et hérissé, ici présent dans la partie droite du tableau, est un motif récurrent dans les tableaux qu'il exécute entre 1890 et 1900. Le paysage désertique et dépouillé dans lequel évoluent les personnages fait écho au vide et au néant de l'existence humaine, à la solitude de l'homme dénudé et déchiré par ses désirs contraires.

## Réception
Armand Silvestre accueille très favorablement le tableau lors du vernissage du Salon de 1892 :

« Si l'épitaphe est de Musset "il suit la vertu qui lui semble belle", l'expression est de Baudelaire". »

— Armand Silvestre, 1892
Viator, critique de L'Art Méridional  :

« Nous sommes obligés, avec tristesse de reconnaître que, si l’œil est intelligent, le corps est celui d’une brute, non d'un être supérieur. Le front est bas, la mâchoire proéminente, autant d’indices de bestialité ; et il nous semble entendre le cri guttural de la bête en rut [...] la luxure est bien différente ; elle est femme, elle est démon, elle est crispée et énervante, elle étend sa glue sur le cœur et l’esprit, et l’étoufle ; elle vit de la vie intellectuelle, créatrice de l’Art, non de la vie viandante qui se borne à la digestion [...] Puisant largement dans le sein de la nature les moyens de faire vivre ses rêves, M. Henri Martin a prouvé qu’il était un artiste. »

— Viator, 1897